# Saint-Fromond
Saint-Fromond è un comune francese di 763 abitanti situato nel dipartimento della Manica nella regione della Normandia.

## Società

### Evoluzione demografica
Abitanti censiti